# Dragoljub Milošević
Dragoljub Milošević (Valjevo, Serbia, 8 de noviembre de 1929 - Pančevo, Serbia, 2 de octubre de 2005). Fue un jugador y entrenador de fútbol serbio.

## Trayectoria

### Como futbolista
Comenzó siendo portero en el equipo de su ciudad natal, el VSK. Posteriormente, se marchó a Belgrado para continuar con su carrera como jugador y cursar estudios de Educación Física.
Tras un año en el FK Zemun, con 17 años pasa al Estrella Roja, donde permanece tres temporadas como guardameta. Por su limitada estatura, y tener por delante al portero Vladislav Beara, Milosevic decidió volver a su ciudad natal, en la que se entrenó para reconvertirse a centrocampista.
Tras este periodo de entrenamiento, fichó por el club local del FK Budućnost Valjevo, que ascendió a la segunda división yugoslava. A partir de 1957, Milosevic simultaneó el terreno de juego con los banquillos, haciendo de jugador - entrenador.
En 1958, el FK Mačva Šabac, de la ciudad de Šabac, lo ficha como jugador, aunque sigue ejerciendo como entrenador en el Buducnost. Aquel año se proclamó máximo goleador de su equipo y se logró el ascenso a Primera.
En 1962, Milosevic cuelga las botas y se dedica e entrenar.

### Como entrenador
En 1964 ficha por el FK Radnički Niš, convirtiéndose en el entrenador más joven de la primera división yugoslava. Tras dos años se marcha Užice, para hacerse con las riendas del FK Sloboda Užice.
Posteriormente, trabajó como preparador físico para el Estrella Roja y en 1974 formó parte del equipo técnico de la selección de Yugoslavia que participó en el mundial.
Tras su aventura mundialista, llega a la liga española. Primeramente como preparador físico, a las órdenes de Milovan Ćirić en el Valencia CF. En su primera campaña en el club valenciano, Ciric es cesado tras 27 jornadas de liga, y la directiva del Valencia decidie darle una oportunidad. Milosevic terminó la temporada y comenzó la siguiente, la 75-76, pero solo dirige los tres primeros encuentros, ya que la dirección del club buscaba otro perfil de entrenador.
Tras su primera experiencia en España, comienza una serie de etapas cortas en clubes humildes en los que consigue registros históricos: NK Olimpija Ljubljana, FK Budućnost Podgorica, FK Napredak Kruševac y NK Čelik Zenica.
En la primavera de 1980, recala en el Cádiz CF, con el que consiguió el ascenso a Primera división en la temporada 80-81. Se enfrentó en tierras alicantinas al Elche CF. Al equipo local le bastaba empatar para conseguir el ascenso, y el Cádiz obligatoriamente debía ganar. El Cádiz se alzó con el triunfo por 1-2 consiguiéndose de este modo el objetivo. Milosevic motivó a sus jugadores diciéndoles:

¿Veis a todas las personas que están ahí? Ninguna, ni una sola de ellas, mueve el balón. Sólo vosotros podéis marcar goles

Tras el ascenso, consiguió también para el Cádiz CF el primer Trofeo Carranza que los gaditanos tienen en sus vitrinas. En la siguiente temporada, Milosevic y su equipo estuvieron a punto de conseguir la permanencia. Sólo les faltó un gol para que el gol-average no causara el descenso. A pesar de no conseguir el objetivo, Milosevic continúa al frente del equipo y vuelve a ascender en la siguiente temporada.
En la temporada 83-84, el equipo no abandonaba los últimos puestos y Milosevic es destituido tras la jornada 17.
Se hizo cargo del CD Tenerife al que consiguió salvar del descenso a Segunda División B, en su primera temporada en el club insular. En la siguiente temporada, tras 24 jornadas con el equipo como colista fue destituido.
En la temporada 86-87, Milosevic regresa al Cádiz CF, con un equipo muy limitado. Sólo la liguilla de la muerte salvó al equipo del descenso y se cerraría así el periplo del serbio en el banquillo del Cádiz, un total de 156 partidos al frente del equipo gaditano.

### Fallecimiento
Falleció el 2 de octubre de 2005 tras sufrir un infarto. Estaba en la ciudad serbia de Pančevo y se disponía a realizar un viaje a Cádiz.
El Cádiz CF, que jugaba entonces en Primera División, le rindió un minuto de silencio en el partido que el Athletic Club disputó aquella temporada en el Estadio Ramón de Carranza.

## Clubes

### Jugador
| Club                 | País   | Año       |
| -------------------- | ------ | --------- |
| FK Zemun             | Serbia |           |
| Estrella Roja        | Serbia |           |
| FK Budućnost Valjevo | Serbia |           |
| FK Mačva Šabac       | Serbia | 1958-1962 |

### Entrenador
| Club                   | País                 | Año                   |
| ---------------------- | -------------------- | --------------------- |
| FK Budućnost Valjevo   | Serbia               | 1957-1964             |
| FK Radnički Niš        | Serbia               | 1964-1966             |
| FK Sloboda Užice       | Serbia               | 1966-1968             |
| Valencia CF            | España               | 1974-1976             |
| NK Olimpija Ljubljana  | Eslovenia            |                       |
| FK Budućnost Podgorica | Montenegro           |                       |
| FK Napredak Kruševac   | Serbia               |                       |
| NK Čelik Zenica        | Bosnia y Herzegovina |                       |
| Cádiz CF               | España               | 1980-1984 y 1986-1987 |
| CD Tenerife            | España               | 1984-1986             |
| CD San Fernando        | 🇪🇸 España            | 1994-1995             |